# Vij ou le Diable
Pour les articles homonymes, voir Vij (homonymie).
Pour plus de détails, voir Fiche technique et Distribution.
Vij ou le Diable, d'abord sorti sous le titre Viy (Вий), est un film d'épouvante fantastique soviétique réalisé par Konstantine Ierchov et Gueorgui Kropatchiov en 1967, produit par la société de production cinématographique nationale Mosfilm. Adapté d'un récit fantastique de Nicolas Gogol, il constitue un exemple pratiquement unique d'un film d'épouvante en Union soviétique.

## Synopsis
Après avoir reçu la bénédiction du recteur, les joyeux et facétieux séminaristes du monastère partent en vacances. Khaliava, Khoma et Gorobets, en rentrant à pied chez eux, rencontrent une très vieille fermière qui accepte à contre-cœur de les héberger pour la nuit. C'est une sorcière qui ne va pas tarder à faire prendre le « baptême de l'air » à Khoma. Avec le secours de ses prières, il s'en sort et se venge en rouant de coups la sorcière qui se transforme en ravissante jeune fille mais inanimée. Épouvanté, Khoma retourne au monastère où on lui apprend que Pannochka, la fille d'un célèbre sotnik qui possède une ferme à 50 verstes de Kiev, a été retrouvée agonisante. Le recteur exige qu'il aille la veiller et dire les prières de circonstance.
Arrivé au village où elle se trouve, il apprend qu'elle est morte. En la voyant, il reconnaît celle qu'il avait laissé inconsciente sur le chemin et malgré tous ses efforts on l'oblige à la veiller pendant trois nuits.
La première nuit, alors que Khoma est laissé seul avec le défunt dans l'église, des événements étranges se produisent : une larme sanglante apparaît sur le visage de Pannochka et les bougies elles-mêmes s'éteignent. Se croyant victime d'un accident, Khoma commence à lire le psautier. Soudain, la sorcière sort du cercueil et commence à chercher Khoma, mais celui-ci se défend en traçant à la craie un cercle magique sur le sol. La sorcière ne peut ni le voir ni le traverser et, au premier cri du matin du coq, elle retourne dans le cercueil.
Les habitants soupçonnent que la défunte était une sorcière et demandent à Khoma s'il a vu quelque chose d'étrange. Khoma n'ose pas leur répondre, mais décide de n'avoir peur de rien et de poursuivre les nuits de veille. Après s'être enivré, le deuxième soir, il trace immédiatement un cercle magique, mais la sorcière commence alors à voler autour de l'église dans un cercueil, en essayant de briser le cercle avec celui-ci. Furieuse de ses échecs, la sorcière jette un sort à Khoma, qui devient aveugle avec des cheveux grisonnants. Khoma est impatient d'entendre le premier chant du coq du matin.
En état de choc, Khoma réclame des musiciens et des danses, ce qui ne fait que réjouir les paysans, qui remarquent que le séminariste a désormais les cheveux gris. Reprenant ses esprits, il se rend chez le sotnik et lui déclare qu'il ne lira plus le psautier. Ce dernier menace de châtier cruellement le séminariste avec une nagaïka en cuir. Khoma s'enfuit alors, mais les habitants le ramènent de force et l'enferment dans l'église.
La troisième nuit, Pannochka appelle à l'aide toutes les mauvais esprits telles les goules, les oupyrs et les vampires, mais Khoma se sent en sécurité dans le cercle. Elle ordonne alors de faire venir Viy, la seule des forces maléfiques à pouvoir voir à travers le cercle. Les paupières de Viy se soulèvent, il pointe son doigt vers Khoma et le mauvais esprit se jette sur le malheureux. Au cri de coq, la force maléfique disparaît, Khoma est retrouvé mort et la sorcière, mourante, redevient une vieille femme.
Quelque temps plus tard, dans le monastère, les séminaristes discutent de ces événements. L'un d'eux explique à un autre pourquoi Khoma est mort - parce qu'il avait peur. Son camarade, lui, ne croit pas à cette histoire.

## Fiche technique
- Titre original : Вий
- Titre français : Vij ou le Diable[1],[2],[3] ou Viy[4]
- Réalisateurs : Konstantine Ierchov et Gueorgui Kropatchiov
- Scénaristes : Alexandre Ptouchko, Konstantine Ierchov et Gueorgui Kropatchiov d'après Vij de Nicolas Gogol
- Directeur artistique et réalisateur des trucages : Alexandre Ptouchko
- Production : Studios Mosfilm de Moscou
- Directeurs de la photographie : Fiodor Provorov (ru) et Viktor Pichtchialnikov
- Décors : Nikolaï Markine
- Musique : Karen Khatchatourian
- Direction d'orchestre : Emin Khatchatourian
- Ingénieurs du son : Evgueni Kachkevitch et E. Stoulova
- Montage : Tamara Zoubrova
- Société de production : Mosfilm
- Pays de production :  Union soviétique
- Langue originale : russe
- Genre : film d'épouvante fantastique
- Durée : 78 minutes
- Date de sortie :
  - Union soviétique : 27 novembre 1967
  - France : 22 mars 1972 (1re sortie cinéma) ; 6 juin 2020 (version restaurée en DVD)

## Distribution
- Leonid Kouravliov : Khoma Brutus, un séminariste confronté au Démon
- Natalia Varley : Pannochka, la jeune fille morte que doit veiller Khoma
- Alekseï Glazyrine : le riche marchand sotnik, le père de la jeune fille
- Nikolaï Koutouzov (ru) : Vedma, la vieille sorcière
- Vadim Zakhartchenko (ru) : Khaliava
- Nikolai Panassiev : Saint Esprit consolateur
- Stepan Chkourat (ru) : Iavtoukh
- Nikolai Iakovtchenko (ru) : Spiride
- Dmitri Kapka (ru) : Overko
- Vladimir Salnikov (ru) : Gorobets
- Gueorgui Sotchevko : Stépan
- Piotr Veskliarov (ru) : le recteur du séminaire et Doroche
- Borislav Brondoukov : un séminariste
- Alexandra Denissova (ru) : une paysanne
- Boris Vesselov (ru) : Oupyr
- Lioubov Kalioujnai : une paysanne
- Viktor Kolpakov (ru) : un paysan
- Margarita Krinitsyna : Gafiyka
- Alexander Lebedev : un séminariste
- Dmitri Orlovski (ru) : un paysan
- Anna Pavlova : une paysanne
- Klara Roumianova : la voix de Pannochka
- Nikolai Stepanov : Vij, le démon
- Sergueï Vaniachkine : Dudochnik
- Mikhaïl Kramar (ru) : un séminariste

## Production
De précédentes adaptations du classique de Gogol avaient déjà été tournées, en 1909 une version avait été tournée par Vassili Gontcharov au studio Pathé à Moscou, et une par Ladislas Starewitch en 1916.
L'idée de l'adaptation cinématographique de Vij revient à Ivan Pyriev, directeur du studio Mosfilm. Ce n'est que par manque de temps qu'il a proposé de tourner le film à deux étudiants des Cours supérieurs de formation des scénaristes et réalisateurs. Le directeur du cours, Leonid Trauberg, nomme Konstantine Ierchov et Gueorgui Kropatchiov.
L'ordre émis par Vij : « Soulevez-moi les paupières ! » (sans quoi il ne voit rien) est devenu une expression proverbiale en russe pour signifier qu'on est dans un état de somnolence, d'ennui etc. Dans le film, Vij dit « Поднимите мне веки! », alors que dans le texte originel de Gogol la forme était légèrement différente : « Подымите мне веки! »

### Attribution des rôles
Aleksandra Zavialova (ru) a d'abord été retenue pour le rôle de Pannochka (Iola Sanko (ru), Svetlana Korkochko (ru) et Janna Bolotova ont également été auditionnées). Mais au cours du tournage, et sur l'insistance de Pyriev, Zavialova a été écartée du rôle au profit de Natalia Varley. Selon une autre version, le futur mari de Zavialova, le réalisateur Rezo Esadze (ka), aurait exigé qu'elle renonce au rôle.
Des artistes de cirque et des athlètes, dont Boris Veselov (ru), ont été invités à participer au film. L'interprétation du Vij est confiée à l'artiste de cirque et acrobate Nikolai Stepanov. Pour contraster avec la foule, plusieurs nains sont présents. Les maquillages et masques des mauvais esprits ont été conçus par Sarra Mokil (ru).

### Tournage

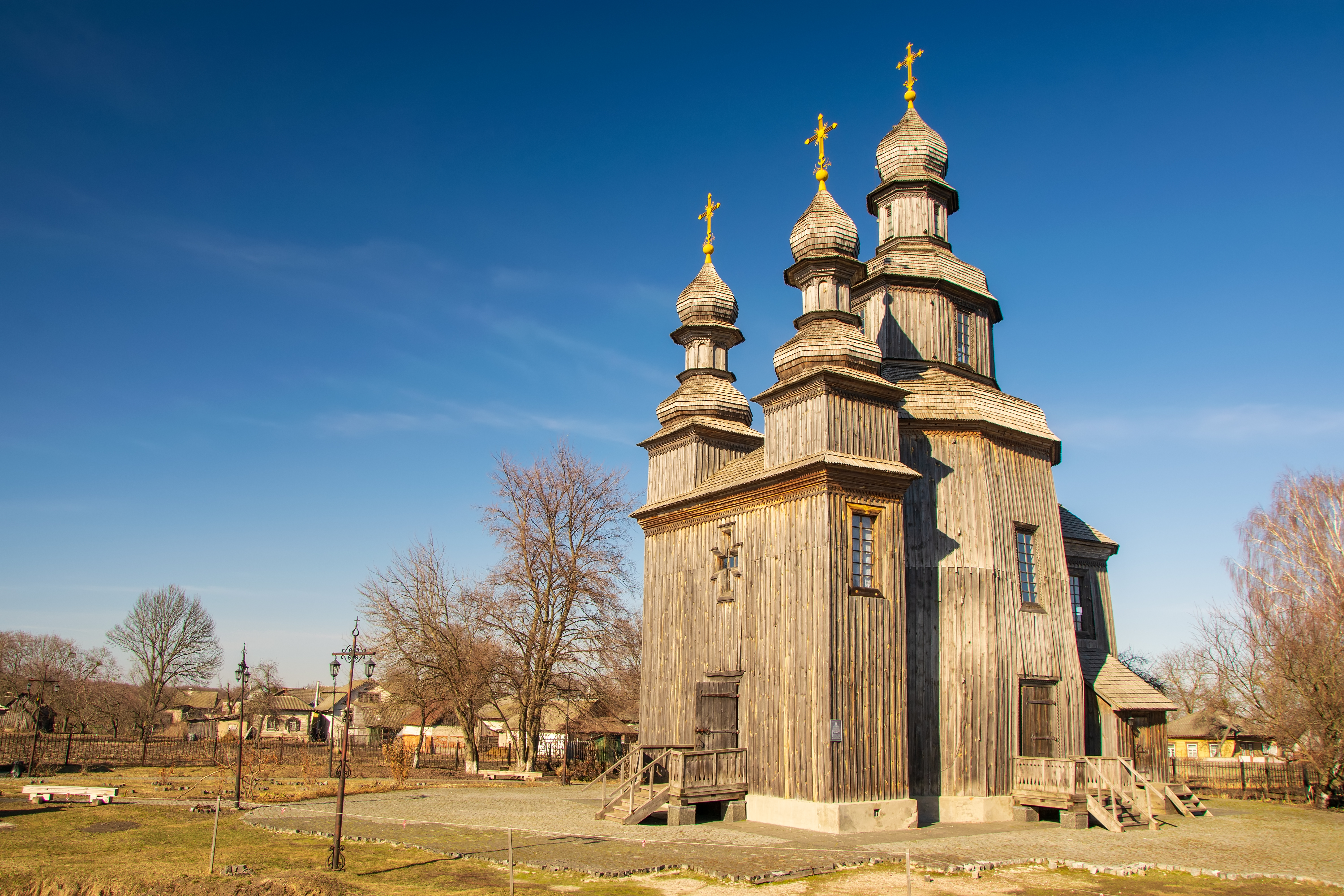
Un lieu de tournage : l'église Saint-Georges dans le village de Sedniv.

Le tournage a eu lieu dans trois églises orthodoxes en Ukraine soviétique : dans l'église en bois de la Vierge Marie du village de Gorokholine Les (uk), district de Bohorodtchany, oblast d'Ivano-Frankivsk (incendiée le 20 février 2006, selon la version officielle, à la suite d'une violation des règles d'installation et de fonctionnement du système électrique, à sa place a été construite en 2008 l'église de l'Assomption au dôme d'or en briques rouges), dans l'église Saint-Georges (uk), une église cosaque en bois construite sans un seul clou en 1745 dans le village de Sedniv (oblast de Tchernigov), et dans le monastère de l'Assomption d'Eletski à Tchernigov.
Les scènes filmées sur place ont déçu la direction de Mosfilm, car elles s'avéraient selon eux « trop réaliste ». Il a été décidé de faire appel à un célèbre réalisateur et scénariste de films d'animation, Alexandre Ptouchko. En conséquence, une grande partie des scènes filmées par Ierchov et Kropatchiov n'ont pas été utilisées, et un certain nombre d'idées n'ont pas été concrétisées. L'allure du Vij a également été modifiée (selon l'idée de Kropachev et Ershov, Vij devait ressembler à un sotnik). Un certain nombre de scènes ont été réinterprétées et tournées à nouveau. Ptouchko a créé le costume du Vij, développé son design et conçu la mécanique de ses doigts.

## Exploitation
Le film sort le 27 novembre 1967 en Union soviétique. Il trouve son public, avec 32,6 millions d'entrées pour 761 copies dans le pays.

### Accueil critique
« [...] contrairement aux œuvres américaines qui traitent du satanisme en choisissant toujours le camp des religieux, Vij a la particularité de proposer une opposition entre le bien et le mal plus ambiguë. Respectant le texte anticlérical de Gogol, les auteurs décrivent notamment les membres du clergé comme des êtres pleutres, avides, gloutons et largement portés sur la boisson. [...] Alors que le spectateur s’attend à un classique combat entre les forces démoniaques et celles du bien, Vij décrit surtout la peur qui étrangle le jeune héros, ainsi que sa tendance à noyer celle-ci dans l’alcool.[...] Toutefois, ce qui séduit avant tout dans Vij ou le diable n’est pas tant le discours un peu daté que la mise en forme des manifestations démoniaques. Esthétiquement superbe, le long-métrage bénéficie notamment de magnifiques décors en studio, d’effets spéciaux plutôt séduisants bien qu’artisanaux et d’une conception amusante des créatures. »

— Virgile Dumez sur le site cine-dweller

### Vidéo
Vij ou le Diable sort en DVD/Blu-ray + livret le 6 juin 2020 édité par Artus Films, en plus du livret L'épouvante selon Nicolas Gogol (64 pages), l'édition comprend le module De l'écrit aux écrans avec Stéphane Derderian et Christian Lucas (18'), une galerie d'affiches, des photos et un film-annonce.

## Remake
Une nouvelle version a été réalisée en 3D en 2014 sous le titre La Légende de Viy (réalisation d'Oleg Steptchenko (ru)).